# نظام هوشمندی استراتژیک
نظام هوشمندی استراتژیک (Strategic Intelligence System  (SIS، پایه‌ای برای بکارگیری هوش استراتژیک در عمل است. برای اولین‌ بار مونتگمری و وینبرگ ۱۹۷۹ در یک مقاله مرجع، به سیستم‌های هوشمندی استراتژیک اشاره کرده‌اند. با مطالعه مقاله آنان متوجه می‌شویم که منظورشان از کلمه «سیستم» همان «نظام» است. بنابراین، منظور آنان نظام‌های هوشمندی استراتژیک است. در کتابی که توسط مارک ژو در سال ۲۰۰۷ منتشر شد، نحوه استقرار نظام هوشمندی استراتژیک را در قالب سازوکارهای کاربردی به‌طور کامل توضیح داد. برای این کار از نظریه‌های اندیشمندانی که در این حوزه صاحب‌نظر بوده‌اند مانند دان مک‌داول و مایکل مک‌کوبی بهره گرفته‌است. نظام هوشمندی استراتژیک از جمله نظام‌های نوین مدیریت سازمان بوده و ابزارهایی را برای تصمیم‌گیری استراتژیک و عملیاتی در اختیار مدیران می‌گذارد. وجود این نظام باعث کنترل کلیه اطلاعات سازمان شده و قابلیت اطمینان تصمیم‌ها و موفقیت سازمان بالا می‌رود. این نظام با استفاده از ابزارهایی که به سازمان ارائه می‌دهد می‌تواند «یک نوع ظرفیت منطقی برای شناخت، یادگیری، استدلال، طرح‌ریزی، تفکر انتقادی و حل مسائل» را در کسب و کار جاری کند. اگر یک کسب و کار نظام هوشمندی استراتژیک را مستقر کند، به سطحی از توانایی خواهد رسید که بواسطه آن دریافت، تحلیل، حفظ و ذخیره‌سازی اطلاعات تجاری (اعم از تأمین، تولید و فروش) به عنوان دانشی ارزشمند در سازمان رسوب کرده و در زمانی که به آن نیاز است، به بهترین شکل ممکن بازیابی و استفاده می‌شود. از این دانش می‌توان برای پاسخ مناسب به طیف وسیعی از نیازهای اطلاعاتی و انطباق با بازار و فضای رقابت بهره برد. در نظام هوشمندی استراتژیک لازم است که به دو نکته توجه شود: اجزا و چرخه هوشمندی استراتژیک.

## دستاوردها
بر اساس نظر مایکل مک‌کوبی، استقرار نظام هوشمندی استراتژیک باعث ارتقای قابلیت‌هایی در مدیران می‌شود که ویژگی مشترک تمام رهبران موفق در کسب و کار است. این قابلیت‌ها عبارت است از:
- پیش‌بینی: توانایی درک روندهایی که تهدیدها یا فرصت‌هایی برای سازمان ایجاد می‌کند.
- بینش: توانایی مفهوم‌سازی یک وضعیت ایده‌آل در آینده مبتنی بر دوراندیشی و به همراه مشارکت دیگران برای اجرای آن.
- تفکر سیستمی: توانایی درک، ترکیب و ادغام مولفه‌هایی است که کسب و کار را به عنوان یک کل منسجم برای دستیابی به یک هدف مشترک رهنمون می‌کند.
- ایجاد انگیزه: توانایی ایجاد انگیزه در افراد مختلف برای همکاری در اجرای یک چشم‌انداز و درک اینکه چه چیزی باعث ایجاد انگیزه در افراد می‌شود.
- مشارکت: توانایی ایجاد اتحادهای استراتژیک با افراد، گروه‌ها و سازمان‌ها.

## سیر تکامل (از بودجه‌ریزی تا تحلیل‌گری)
در ۷۰ سال اخیر، نظام‌های راهبری استراتژیک کسب و کار به‌طور دایم در پاسخ به الزامات محیطی و نیازهای کسب و کار برای دست‌یابی به اهداف تجاری دچار تحول شده‌است. رویکردهای نخستین بر سازوکارهای کنترل مالی و تعیین بودجه در سال بعد مرکز داشتند. با پدیدار شدن پیش‌بینی‌های میان‌مدت، محیط‌شناسی برجسته شد. کم‌کم جهت‌گیری‌های به دنبال ایجاد هم‌افزایی و هماهنگی در سازمان‌ها به‌ویژه هلدینگ‌ها تغییر کرد. هنگامی‌که نظریه‌های انقلابی مایکل ورتر در دهه ۱۹۸۰ در مورد رقابت مطرح شد، رویکردهای موقعیت‌یابی ابزارهای مناسبی را برای تحلیل رقابت و برنامه‌ریزی استراتژیک را ارائه کرد. با پدیدار شدن جمله «کوچک زیباست»، ساختاردهی مجدد و منبع محوری شکل گرفت. در ده سال پیش چابکی و انعطاف‌پذیری موضوع اصلی بود. اکنون با مغشوش‌تر شدن فضای رقابتی و و پدید آمدن کلان داده (بیگ‌دیتا)، تفکر استراتژیک بر تحلیل‌گیری تکیه دارد.

## شکل‌دهی نظام هوشمندی استراتژیک

### اجزا
به‌طور کلی نظام‌های مدیریتی شامل سه جز اصلی است. ترکیب مناسبی از این اجزا و بکارگیری کارامد هر کدام، می‌تواند به استقرار یک نظام مدیریتی کمک کند. این اجزا عبارتند از: ۱- کارگروه‌ها و کمیته‌هایی از افراد متخصص است که شامل دو گروه هستند: نخبگان داخلی و خبرگان خارچی. اینها بترتیب وظیفه بررسی داده‌های داخل و خارج سازمان بر عهده دارند.
1. سرویس‌ها: منظور از سرویس‌های هوشمندی استراتژیک شامل پردازش و ارزیابی و ارائه تحلیل‌های دوره‌ای کوتاه مدت به مدیران و تصمیم‌گیران است.
2. ابزارها: شامل نرم‌افزارها و سامانه‌هایی است که در گردآوری و جمع‌بندی داده‌های سازمانی و روندهای محیط بیرونی مؤثر هستند.

### چرخه[۵]
فرایندهای هوشمندی استراتژیک پیوند بین فرایندهای مدیریت استراتژیک و فرایندهای مدیریت داده در سازمان هستند. از جمله مهمترین این فرایندها چرخه هوشمندی استراتژیک است. بر اساس نظر مونتگمری و وینبرگ اطلاعات و داده‌هایی که از منابع هوش استراتژیک به دست می‌آید را می‌توان به عنوان ورودی در چرخه هوشمندی تحلیل کرد. این چرخه ۵ گام دارد: هدایت، گردآوری، تحلیل، انتشار و بکارگیری.

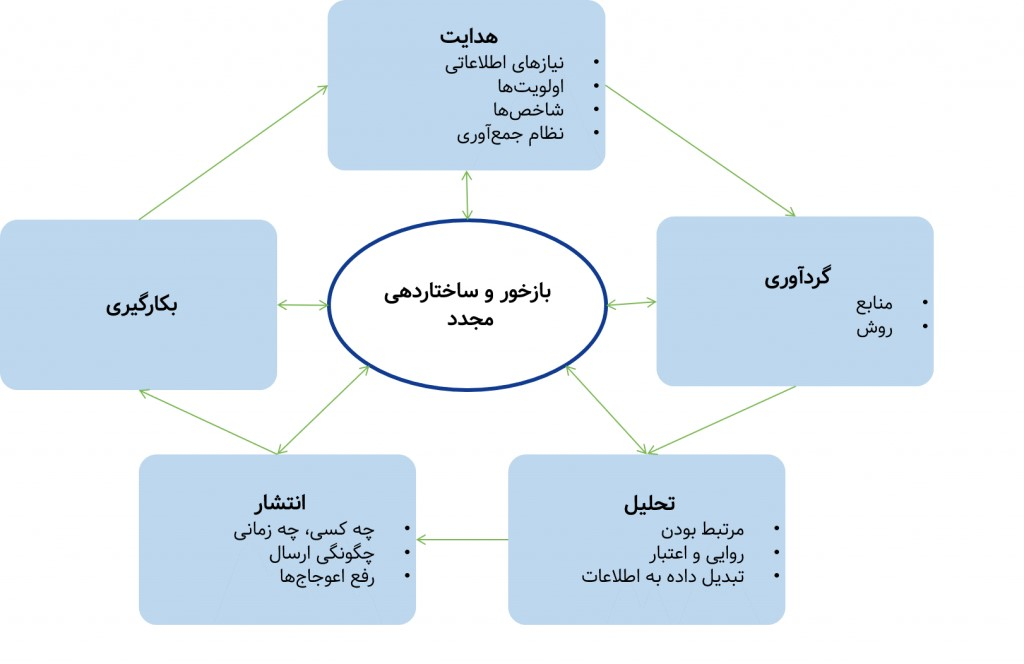
پنج گام هوشمندی استراتژیک

### هدایت
در اولین مرحله از چرخهٔ هوشمندی این موضوع کلیدی مطرح می‌شود، اساساً چه اطّلاعاتی مورد نیاز است؟ چه اولویت‌بندی‌هایی باید ایجاد شوند؟ و چه شاخصهایی را باید پایش کنیم؟ بررسی‌هایی که در این مرحله انجام می‌شوند، نکاتی را آشکار می‌سازند که با توجه به موقعیت و شرایطی که شرکت در آن قرار دارد، می‌تواند به تجویزهای استراتژیکی مناسبی منجر شود.
نیازها. تمایل مدیران برای کسب اطلاعات محیطی به صورت قابل توجهی افزایش یافته‌است. این رویکرد بسیار ارزشمند و قابل تحسین است. البته باید مراقب بود. مسئله ما گردآوری داده‌ها نیست، بلکه مهم این است که تعیین کنیم اطلاعاتی مرتبط و قابل پاسخگویی است. ابزارهایی مانند پورتفوی محصول، پنج نیروی رقابتی پورتر و مانند آن چارچوبی را برای تعیین اطلاعات مورد نیاز و نحوه تحلیل در صورت دستیابی به آنها، فراهم می‌کنند.
اولویت بندیها. رویکرد مفیدی را که می‌توان برای تعیین اولویتها بکار برد، شامل موارد زیر است: اهمیّت آگاهی از رویداد مورد نظر تابعی است از ۱) اهمیّت رویداد برای سازمان، ۲) سرعتی که رویداد بر سازمان اثر می‌گذارد، ۳) سرعتی که سازمان می‌تواند به رویداد پاسخ دهد. اولویت‌های هوشمندی باید بر اساس ۱) اهمیّت آگاهی از رویداد، ۲) احتمال رخ دادن آن رویداد، و ۳) هزینه‌های پیش‌بینی و واکنش به رویداد انجام شوند. هر چقدر شرکت بتواند اولویتهای خود را به صورت مناسبی شناسایی کند، به همان میزان هوشمندی استراتژیک کارآمدی بیشتری خواهد داشت.
شاخصها. علی‌رغم اینکه شرکت تمایل دارد جهت‌گیری‌های رقبا را بداند، امّا چنین اطلاعاتی به آسانی در دسترس نیست. در نتیجه سازمانها باید به استفاده از شاخصها متوسّل شوند یا اندازه گیریها را تغییر دهند. به عنوان مثال، تحلیل محتوای گزارشهای سالانهٔ شرکتها را می‌توان به منظور ارزیابیهایی استفاده کرد که تا چه اندازه مدیریت رقبا فعّال است یا تا چه حد نسبت به روند خود در جهان پاسخگو است.

### گردآوری
گردآوری هوشمندی شامل مفهومی از بررسی محیطهای یک شرکت در جستجوی داده‌هایی است که به صورت فردی یا جمعی اطّلاعات ورودی مرتبط با تصمیم‌گیری برای شرکت را به ارمغان بیاورند. بررسی‌ها را می‌توان به دو زیرمولّفه تقسیم‌بندی کرد: رصد و جستجو. رصد عبارت است از مشاهده و پایش عملیات که بر یک موضوع یا هدف خاصی متمرکز نیست اما در عوض جنبه‌های مختلف محیطی را در تلاش برای یافتن تغییرات مرتبط بررسی می‌کند. در مقابل، جستجو به معنی بررسی و تحقیق آگاهانه و عمدی است. آشکارسازی رویدادهای مهم در محیط توسّط رصد، غالباً موجب ایجاد جستجوهای جدید می‌شود. شواهدی که توسط میلر (۱۹۷۵) به دست آمد نشان می‌دهد شرکتهای موفق از رصدگری بیشتری استفاده می‌کنند. ۵۴ شرکتی که توسط شندل بررسی شد، علت اصلی شکست آنها قصور در رصدگری یا نبود رویه‌های شناسایی و مدیریت تعیین مسائل بودند.
| منبع                     | مثالها |
| دولت                     | بودجه دولت، حق مالکیت، مجوزها |
| رقبا                     | گزارش‌های سالانه، سخنرانی‌ها و اطّلاعیه‌های عمومی، محصول، تبلیغات، مشاور                                                                    |
| تأمین کنندگان            | بانکها، آژانسهای تبلیغاتی، سازمانهای ارتباطات دولتی، و نامه رسانها و متصدیان کاتالوگ به صورت مستقیم، و همچنین تأمین کنندگان کالاهای سخت |
| مشتریان                  | نمایندگان خرید، مهندسان مشتری و کارمندان شرکت                                                                                           |
| ارتباطات و جلسات حرفه ای | جامعهٔ علمی و تکنیکی، ملاقاتها، دیدارهای انجمن مدیریتی                                                                                   |
| پرسنل شرکت               | مدیران اجرایی، نیروی فروش، مهندسان و دانشمندان، نمایندگان فروش                                                                          |
| منابع دیگر               | مشاوران، شرکتهای خدمات مدیریتی، و رسانه‌ها                                                                                               |

منابع اطلاعات استراتژیک

### تحلیل
ارزیابی شامل تعیین مرتبط بودن، پایایی، و روایی (صحّت) داده‌های به دست آمده‌است. ارزیابی مرتبط بودن می‌تواند شامل ارتباط با تعدادی از مردم در سازمان باشد و به ویژه تعیین می‌کند که آیا داده‌ها مرتبط با شرکت هستند، آیا به صورت فوری مورد نیاز هستند و اگر چنین است، توسّط چه کسی مورد نیاز است.
ارزشمندی و صحت به میزان واقعی بودن داده‌ها اشاره دارد. روشهای ارزیابی صحت داده‌ها آنهایی هستند که به مقایسه با سایر داده‌های در دسترس از سایر منابع، جستجوی شاخص‌های مرتبط است. برای مثال در مطلاعه سیاستهای بلندمدت برای آژانس حفاظت از محیط زیست ۱۶ مطالعه آینده‌پژوهی در قالب یک فرمت ثابت بررسی شده تا میزان ارزشمندی آنها مشخص شود.
شش روش تبدیل داده به اطلاعات وجود دارد که شامل (انتقال، انباشتگی، تجمّع، تحلیل، تشخیص الگو، و ترکیب کردن) که می‌توان داده‌ها را توسّط آنها به اطّلاعات تبدیل کرد از نظر پیچیدگی تفاوت دارند. اگرچه این شش روش همپوشانی دارند، هر کدام مفهوم خاص خود را دارند. بدیهی است نیازی نیست که این روشها بترتیب انجام شوند و می‌توان آنها را در سطوح مختلف سازمانی استفاده کرد.